# Drosophila vesciseta
Drosophila vesciseta este o specie de muște din genul Drosophila, familia Drosophilidae, descrisă de Hardy și Kaneshiro în anul 1968. Conform Catalogue of Life specia Drosophila vesciseta nu are subspecii cunoscute.